# عملية الريح المتكررة

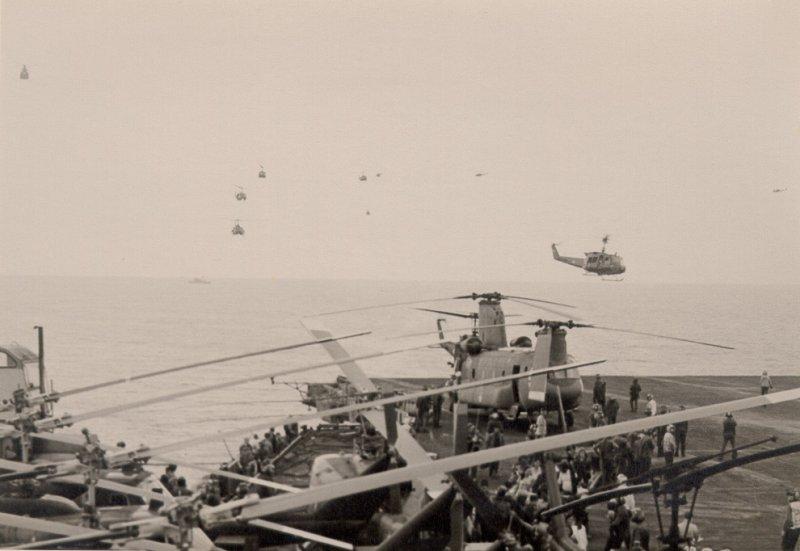
حاملة سفينة يو إس إس ميدواي.

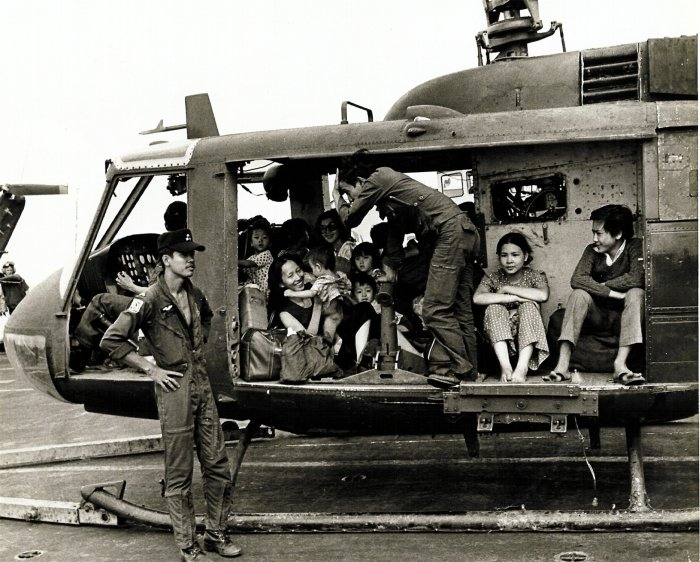
في الصورة يتم إدخال الآلاف من الصغار للمروحية الأمريكية خلال عملية الريح المتكررة

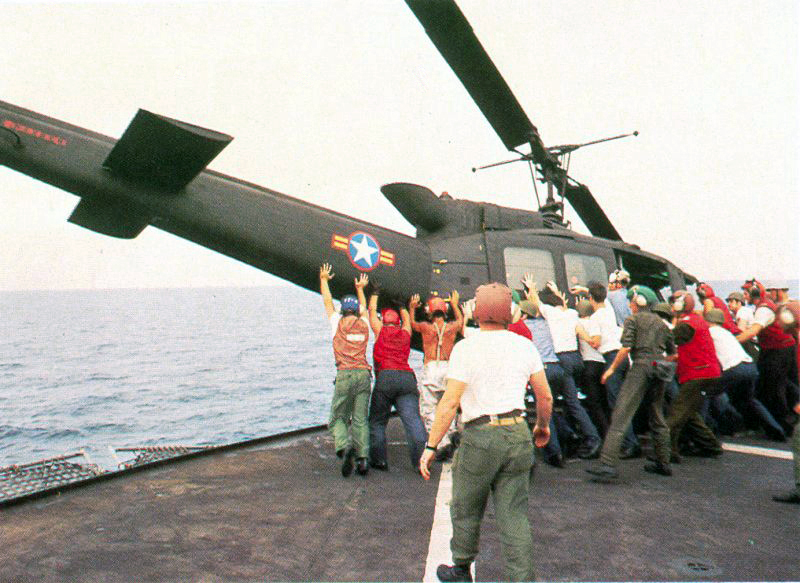
قيام العسكريين الأمريكيين والفيتناميين الجنوبيين بدفع مروحية يو إتش - 1 لإلقائها في البحر

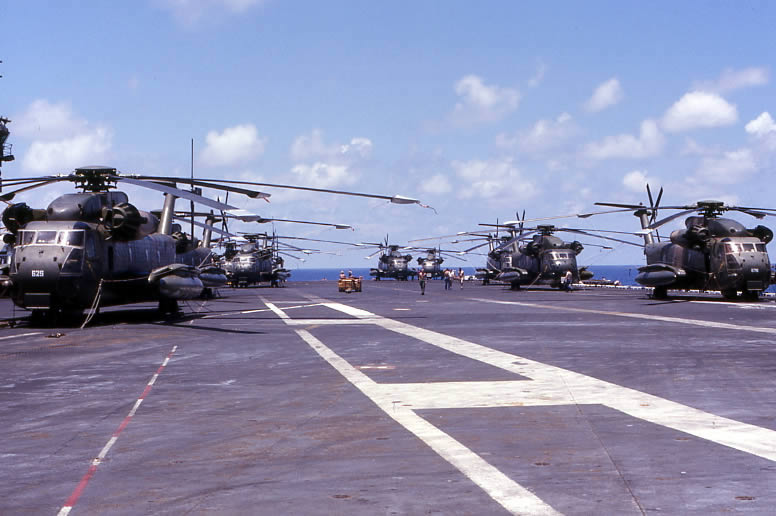
مروحيات جاهزة لإستقبال النازحين

عملية الريح المتكررة (بالإنجليزية: Operation Frequent Wind)‏ ، حدثت يومي 29 و30 من أبريل عام 1975م، وسميت هذه التسمية بسبب قيام القوات الأمريكية لعملية الإجلاء السريع للرعايا الأمريكيين ومن تبقى من فيتنام الجنوبية ، وكانت الحاملة هانكوك والتي هبطت منها هي أول موجة لطائرات عمودية وسعتها كانت 2100 ، وتم اجلائها 2100 من الرعايا الأمركيين وفي 30 أبريل 1975م أنقذ السفير الأمريكي لدى فيتنام الجنوبية جراهام مارتن وكان معه 2100 رجل من سيطرة الفايت كونج الشيوعية، وبعد ساعتين وصلت دبابات عسكرية التابعة لفيتنام الشمالية تخترق بوابات القصر الرئاسي المجاور، ونجحت قوة الواجب 76 التي كان قوامها الحاملة هانكوك، ونجحوا في إنقاذ 7 آلاف من الأمريكيين والفيتناميين الجنوبيين، وخلال فترة العصر رحلت قوة الواجب 76 وجماعة إم إس سي من الساحل الفيتنامي الجنوبية، وكانت ذلك نهاية دور الإسطول الأمريكي السابع في حرب فيتنام.

## صور

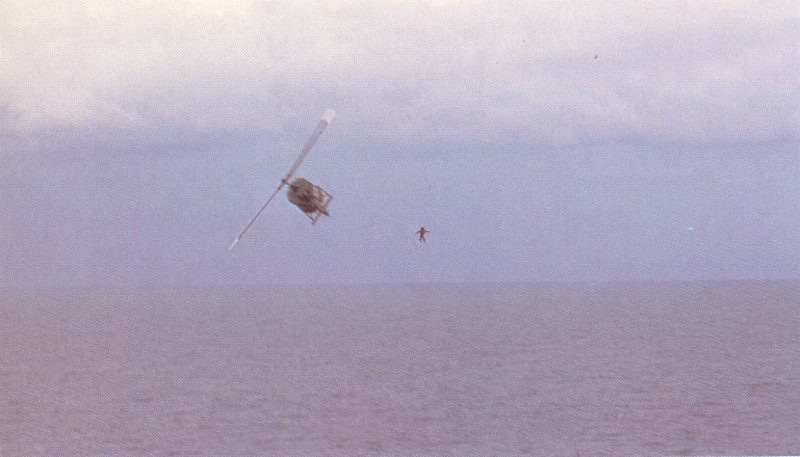
طيار يلقي نفسه في البحر ضمن عملية الريح المتكررة.
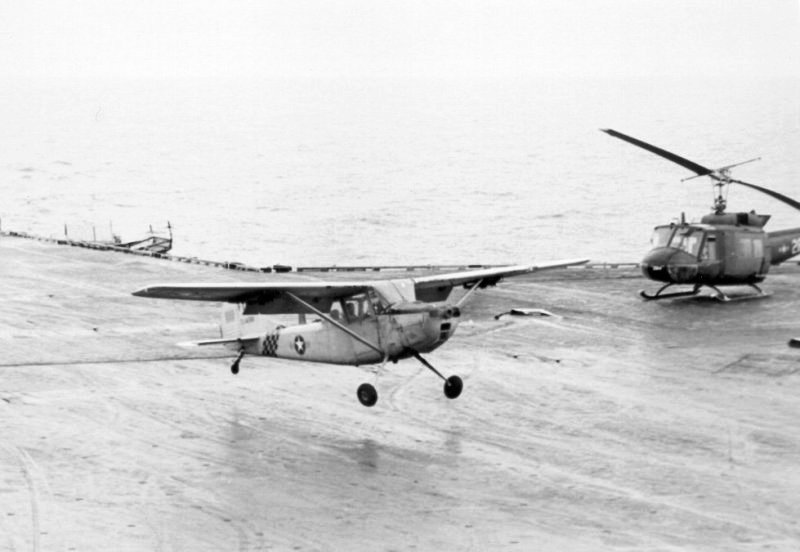
إقلاع الطائرة ضمن عملية الريح المتكررة
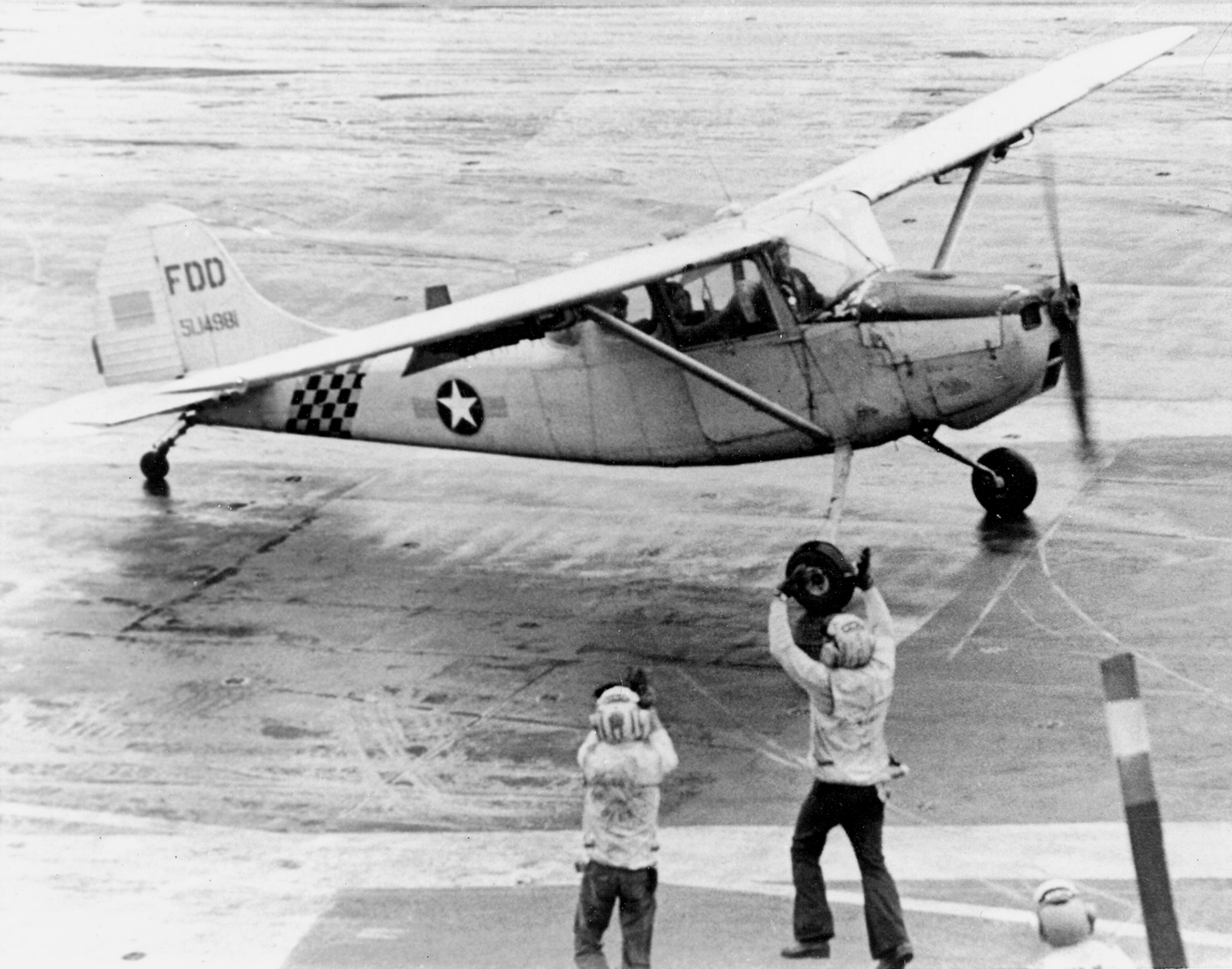
طائرة للميجر بوانغ بتاريخ 29 أبريل 1975م.
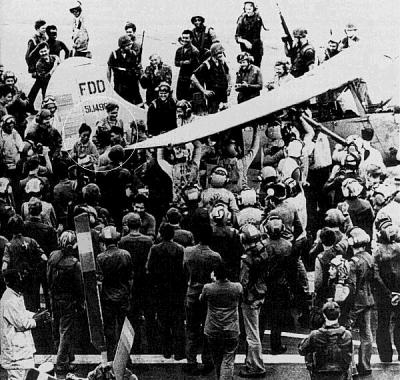
عودة الطيار بوانغ لوطنه بنجاح
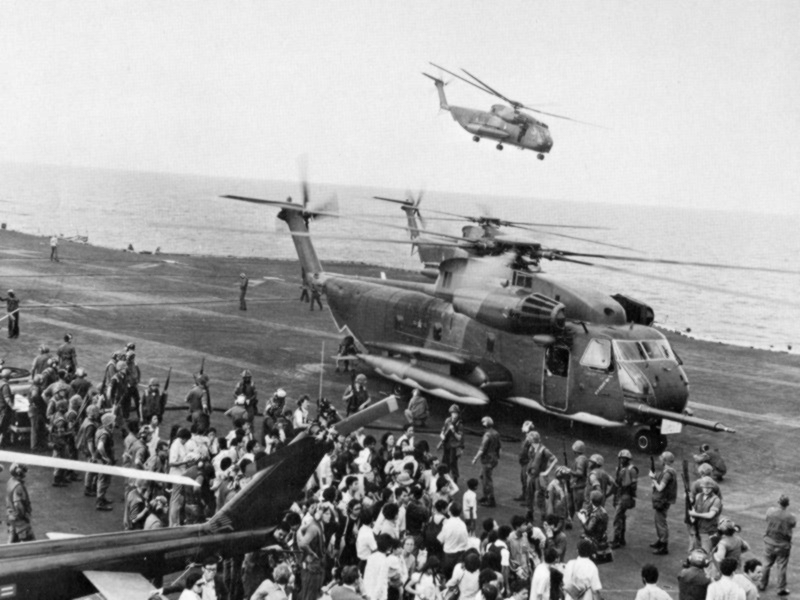
يتم إجلاؤهم على إحدى المروحيات عبر سفينة يو إس إس ميدواي
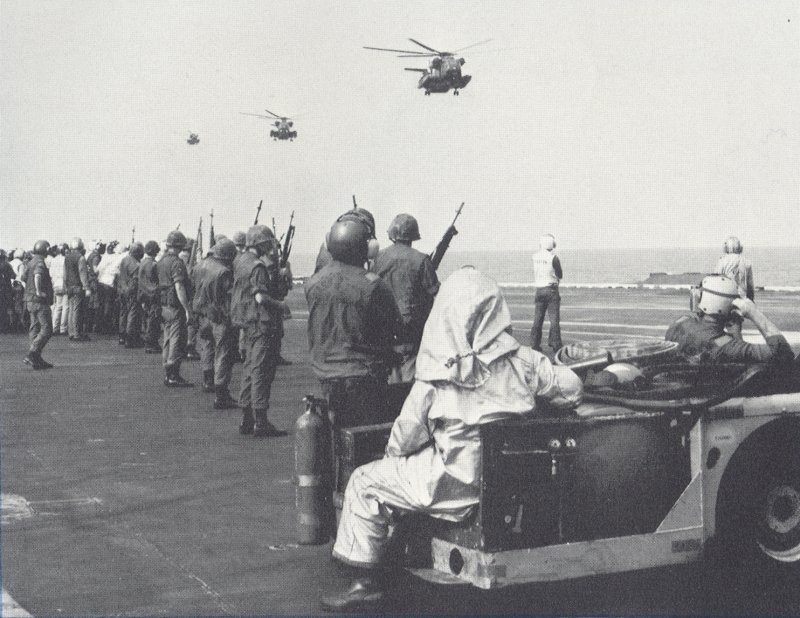
ينتظر الجنود الأمريكيين المتبقية على سفينة يو إس إس ميدواي إخراجهم من السفينة.
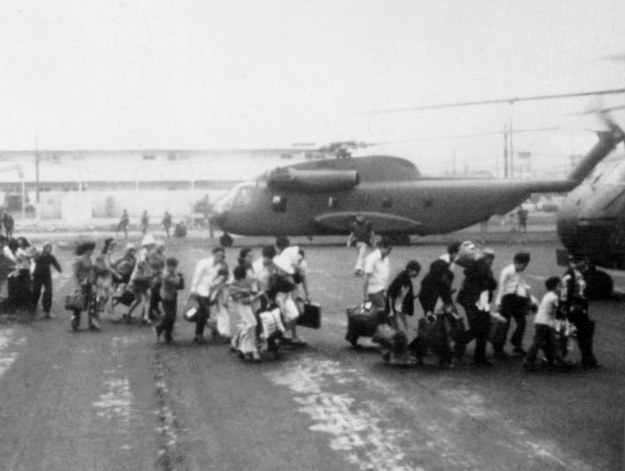
النازحون يركبون مروحية إل زي 39
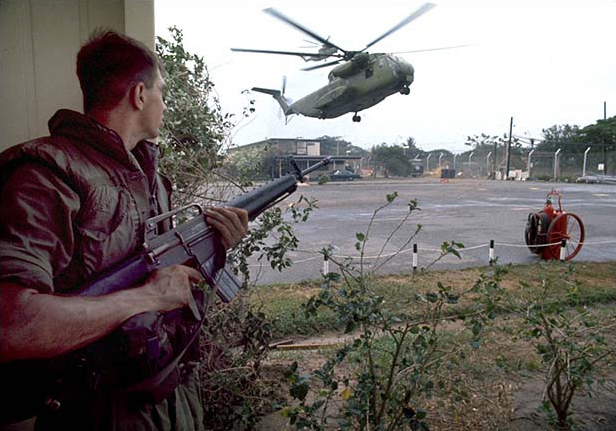
هبوط مروحية سي إتش - 53 لإجلاء الجنود الأمريكيين.
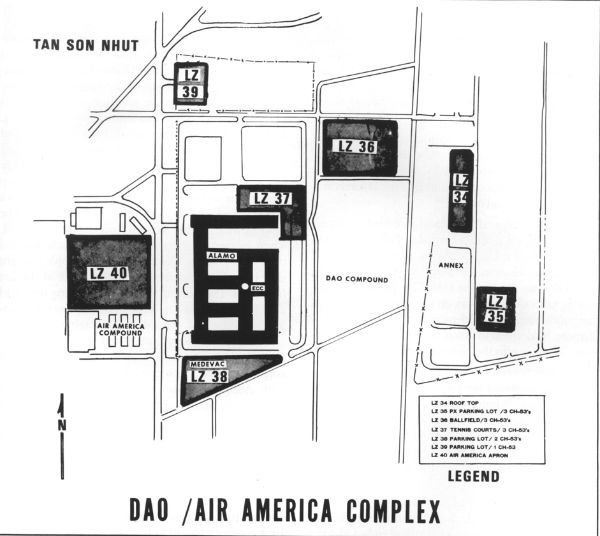
خارطة لمن تبقى من القاعدة الأمريكية بغرض الإجلاء السريع.
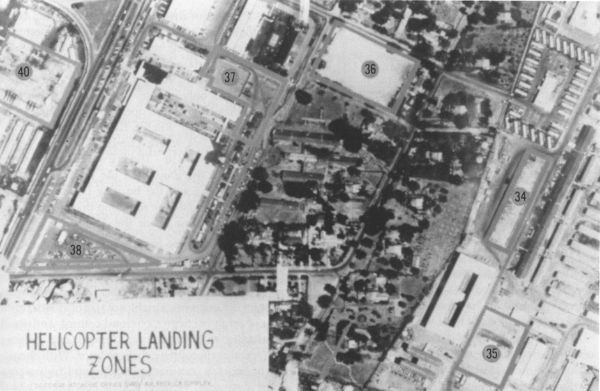
صورة جوية لمكان الإجلاء.
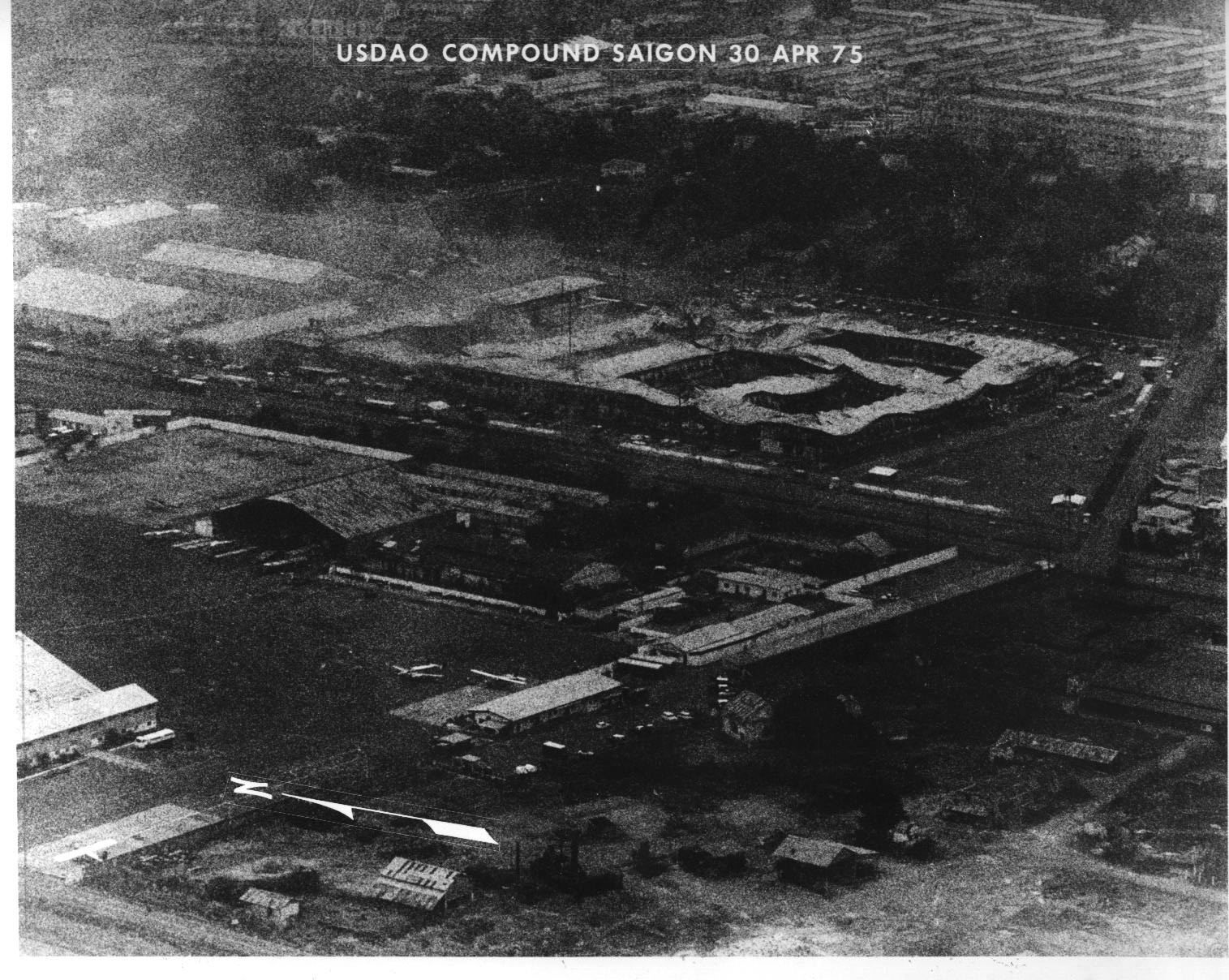
القاعدة البحرية الأمريكية في سايغون يوم 30 أبريل 1975
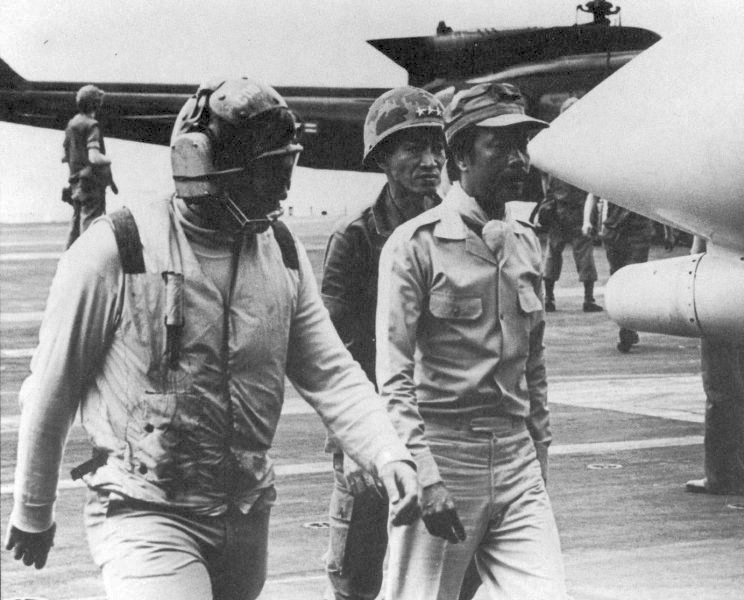
نائب المارشال كِي يستعد لمغادرة يو إس إس ميدواي.
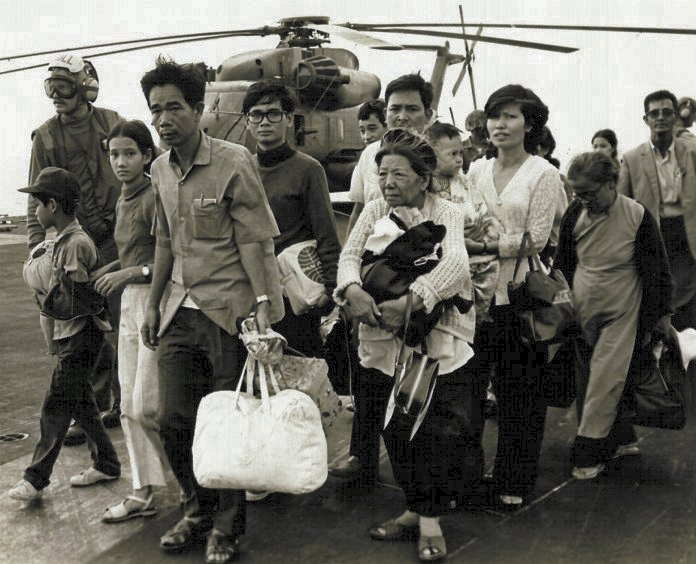
الإجلاء السريع لما تبقى من الفيتناميين الجنوبيين.
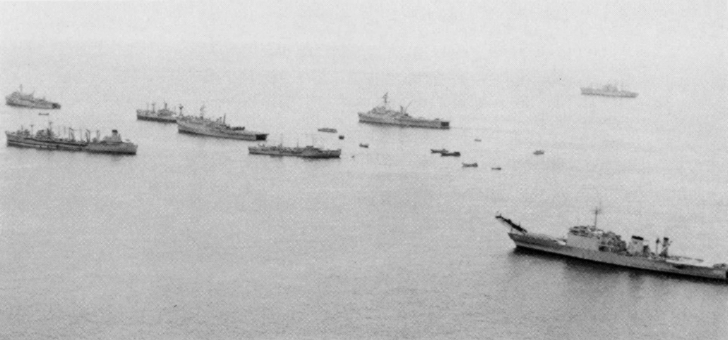
ماتبقى من السفن العسكرية الأمريكية في سايغون.
خارطة لموقع السفن العسكرية الأمريكية في جنوب سايغون.
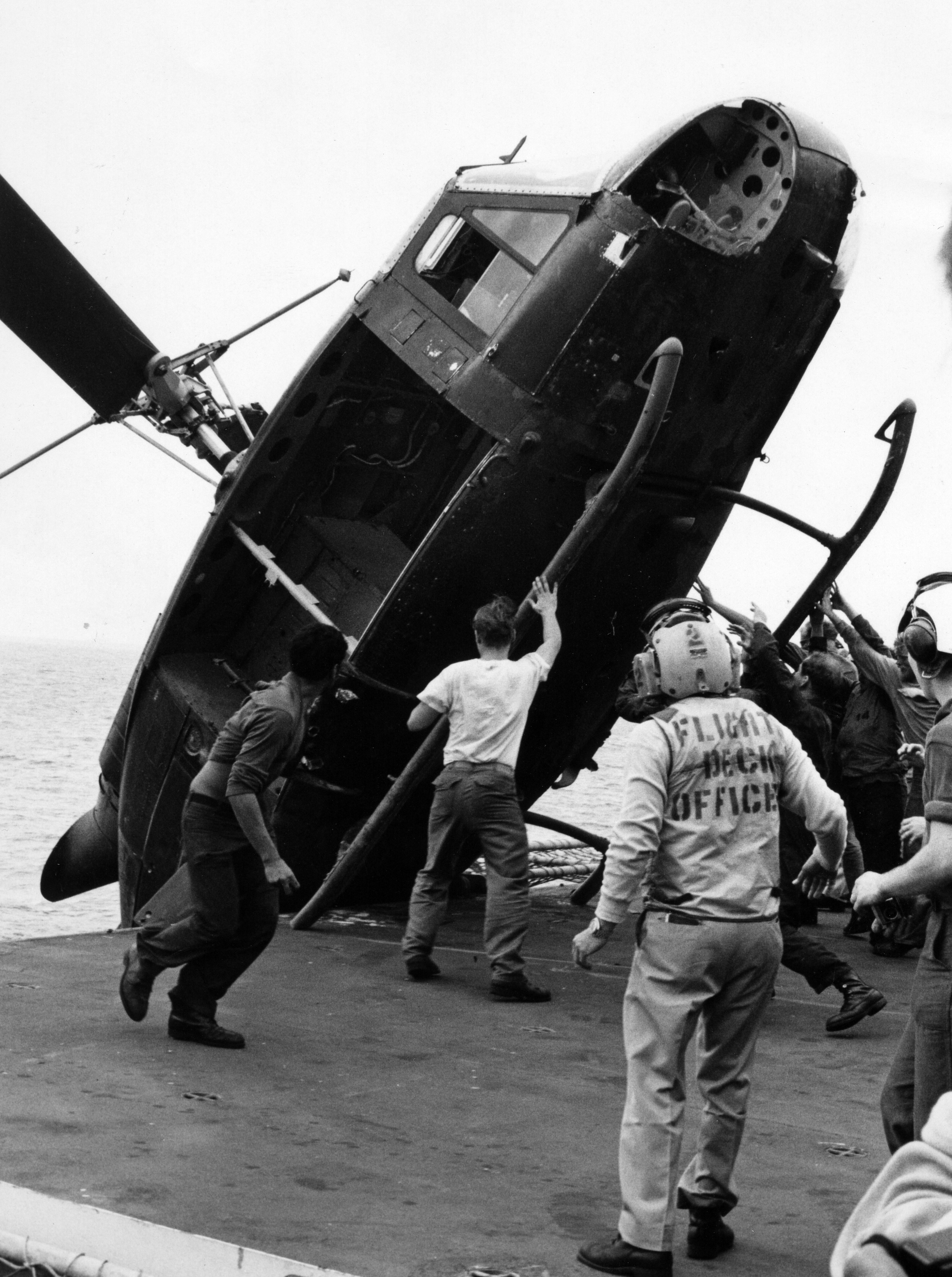
سقوط مروحيات للقوات الفيتنامية الجنوبية المتحالفة مع أمريكا حتى لا يصبح غنيمة للفايت كونغ.

## وصلات خارجية

### مجموعة آرشيفات
- Guide to the Khanh Van Thi Nguyen Narrative on Operation Frequent Wind. Special Collections and Archives, The UC Irvine Libraries, Irvine, California.

### أخرى
- BBC News footage of the Fall of Saigon
- ITN News footage of the Fall of Saigon على يوتيوب.
- Saigon Facilities Map 1969
- Scenes from Operation Frequent Wind على يوتيوب.
- 21st SOS Frequent Wind and Mayaguez Incident gallery
- Video clip: Footage of evacuation operations underway aboard USS Midway, including historic Cessna O-1 landing by VNAF pilot Major Buang